# Thomomys clusius
Thomomys clusius е вид бозайник от семейство Гоферови (Geomyidae).

## Разпространение
Видът е разпространен в САЩ (Уайоминг).